# Timbaúba dos Batistas
Timbaúba dos Batistas est une municipalité brésilienne située dans l'État du Rio Grande do Norte.